# ستاری بیجوو
ستاری بیجوو (به لاتین: Starý Bydžov) یک منطقهٔ مسکونی در جمهوری چک است که در ناحیه هرادتس کرالووه واقع شده‌است. ستاری بیجوو ۳۹۴ نفر جمعیت دارد.